# سیارک ۴۱۷۰
سیارک ۴۱۷۰ (به انگلیسی: 4170 Semmelweis، نامگذاری:1980PT) چهار هزار و صد و هفتادمین سیارک کشف شده است که در ۶ اوت ۱۹۸۰ کشف شد.
قدر مطلق سیارک برابر ۱۱٫۴۰ است.